# Ken E. Rogers
Ken E. Rogers ( * 1948 - ) es un botánico estadounidense, siendo tecnólogo forestal del "Servicio Forestal de Texas", en la Universidad de Texas A&M.
En 1968, la Universidad de Misisipi contrató a Rogers, un graduado reciente de la Universidad de Tennessee, y permaneció hasta 1973.

## Algunas publicaciones
- ken e Rogers, frank d Bowers. 1971.  Notes on Tennessee Plants II. Castanea 36 ( 3 ): 191-194
- 1973. Notes on Plants of Mississippi. I. Castanea 38 ( 2 ) : 199-203

### Libros
- 2000. The Magnificent Mesquite. 167 pp. 19 fotos color, 2 ilustraciones, 5 cartas, 12 tablas

- La abreviatura «K.E.Rogers» se emplea para indicar a Ken E. Rogers como autoridad en la descripción y clasificación científica de los vegetales.[3]